# Південний Когельвож
Південний Когельво́ж (рос. Южный Когельвож) — річка в Республіці Комі, Росія, ліва притока річки Когельвож, лівої притоки річки Когель, правої притоки річки Ілич, правої притоки річки Печора. Протікає територією Троїцько-Печорського району.
Річка протікає на північ, північний захід та захід.